# Эпиграветтская культура

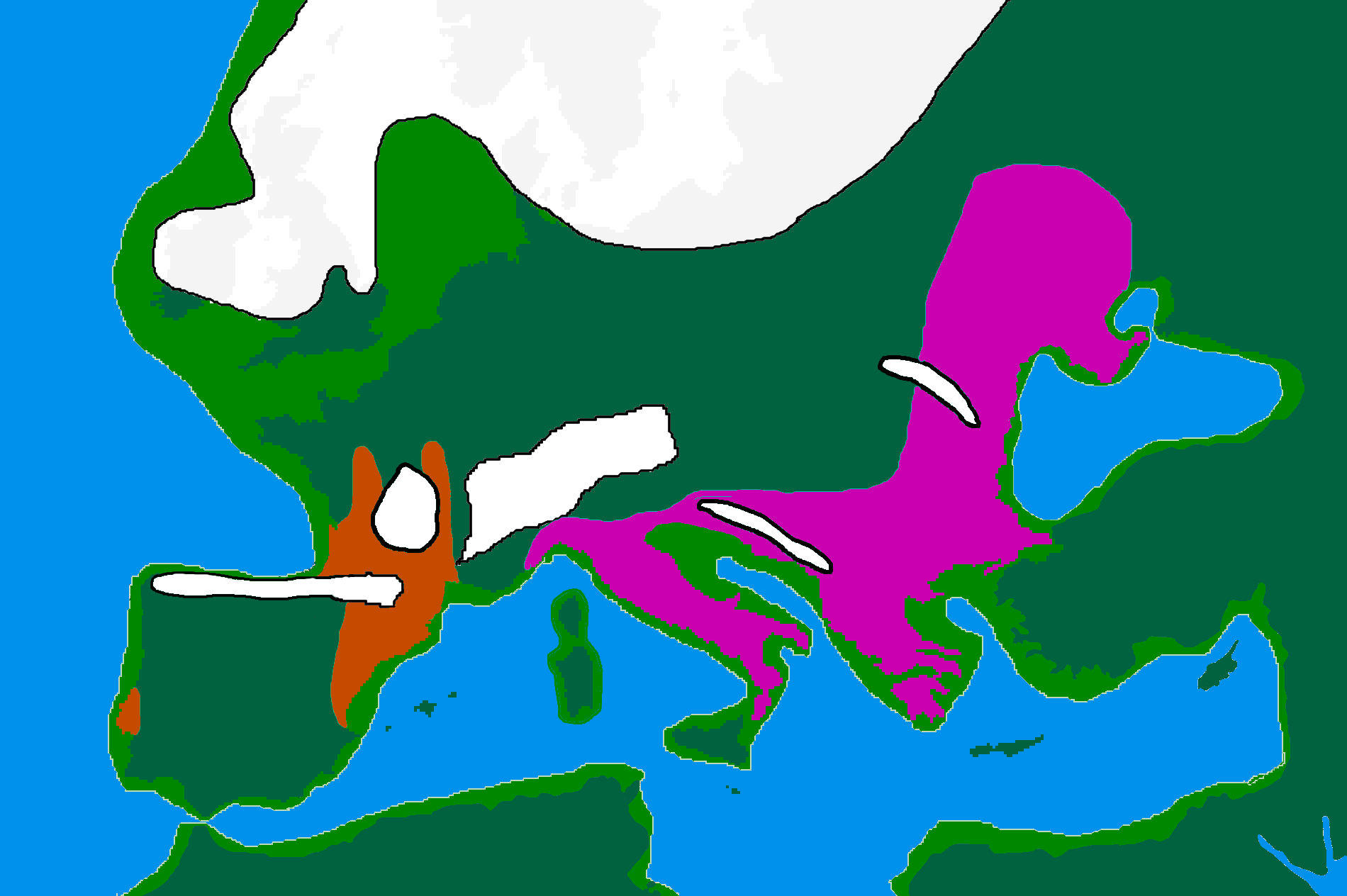
Область распространения солютрейской и эпиграветтской культур ок. 20 тыс. лет назад
Солютрейская культура
Эпиграветтская культура

Эпиграветтская культура, или, точнее, эпиграветтский горизонт верхнего палеолита, наследует граветтской культуре в Италии и Восточной Европе и определяется специфической индустрией каменных орудий.

## Хронология и региональные варианты
Эпиграветтский период хронологически делится на три фазы: раннюю (примерно 20 000—16 000 л. н.), развитую (примерно 16 000—15 000/14 500 л. н.) и финальную (примерно 15 000/14 500—10 000 л. н.), в свою очередь разделённые на подфазы на основе типологических структур, что демонстрирует обширную изменчивость и конфигурацию технокомплексов, которые его составляют. Радиоуглеродная датировка позволяет отнести конечную фазу эпиграветтской культуры к аллерёдскому потеплению. Это означает, что эпиграветтская культура (или группа культур) развивалась одновременно с конечной стадией солютрейской и мадленской Западной и Центральной Европы, которые существовали в период 19—10 тыс. лет назад.
Некоторые памятники в Молдавии относятся к раннему эпиграветту (20 тыс. — 17 тыс. л. н.), другие — к позднему (13,5 тыс. — 11 тыс. л. н.). Жилище в Дальмери, расположенном на северо-восточной оконечности плато Семь Коммун (Тренте, Италия), содержит следы конечной фазы позднего эпиграветта. Также следы эпиграветта обнаружены на юго-востоке Сицилии, а также в северной Африке.
Со времени открытия первых памятников эпиграветта в конце XIX века археологом Э. Ривьером — погребения детей в Бальци-Росси (Лигурия, Италия) — эпиграветт рассматривается как одна из последних культур охотников и собирателей позднего (верхнего) палеолита.
В период 1991—2005 гг. в различных местах были обнаружены многочисленные камни, раскрашенные охрой, с натуралистическими и схематическими изображениями, что позволило расширить представления о духовной практике людей эпиграветтской культуры.

## Палеогенетика
У темнокожего эпиграветтского младенца Le Mura 1 из пещеры Гротта делле Мура (Grotta delle Mura, 17 320—16 910 лет до настоящего времени) в Апулии определили митохондриальную гаплогруппу U2'3'4'7'8'9 и Y-хромосомную гаплогруппу I2a1a1-CTS595. У образца Villabruna 1 (ок. 14 тыс. л. н.) из Рипари Виллабруна в Северной Италии (коммуна Соврамонте в провинции Беллуно) определена митохондриальная группа U5b2b и Y-хромосомная гаплогруппа R1b1a-L754* (xL389,V88). У образца Tagliente 2 из Рипаро Тальенте (коммуна Греццана в провинции Верона) определена Y-хромосомная гаплогруппа I2 и базальная митохондриальная гаплогруппа U4'9 (U2′3′4’7’8’9). Этот человек, поражённый очаговой дисплазией, генетически связан с кластером Виллабруна (Villabruna Cluster). У двух поздних эпиграветтских образцов из сицилийской пещеры Сан-Теодоро (San Teodoro 3 и San Teodoro 5), живших после последнего ледникового максимума (LGM) 15 322—14 432 л. н., определили митохондриальную гаплогруппу U5b2b. У образца San Teodoro 3 определена Y-хромосомная гаплогруппа I2a2 (ISOGG, version 10.107). У позднего эпиграветтского индивида San Teodoro 2 из пещеры Сан-Теодоро определили митохондриальную гаплогруппу U2'3'4'7'8'9. У эпиграветтского образца Ориенте С с острова Фавиньяна (Эгадские острова) также определили гаплогруппу U2'3'4'7'8'9.